# Michael Grünwald (Kunsthistoriker)
Michael Grünwald (* 20. April 1967; † 12. November 2011 in Wien) war ein österreichischer Kunsthistoriker.

## Leben
Michael Grünwald studierte Kunstgeschichte an der Universität Wien; er war zeitlebens besonders mit dem Stift Göttweig verbunden. In seinem kurzen Wirken war er als Projektleiter und wissenschaftlicher Mitarbeiter wesentlich mit der Aufbereitung des „Grafischen Kabinetts und der Kunstsammlung des Stiftes Göttweig“ befasst. Dieses Projekt stand in Zusammenarbeit mit der Donauuniversität Krems, wo er auch zum Thema „Ikonographische Analyse und Digitale Bilddokumentation“ unterrichtete.
Auch seine wissenschaftlichen Beiträge zur Künstlerfamilie von Johann Schmidt, Bildhauer und zu seinem Sohn dem Maler Kremser Schmidt sowie viele von ihm kuratierte Ausstellungen im Stift Göttweig wurden beachtet.

## Schriften
Bücher, Ausstellungskataloge, Aufsätze
- 1999 (zs. mit Gregor M. Lechner): Gottfried Bessel (1672–1749) und das barocke Stift Göttweig. Zum 250. Todesjahr des Abtes.
- 2000 (zs. mit Gregor M. Lechner): Anno Salutis 2000. Heilende Kraft des Christentums. Ausst. der Kunstsammlungen des Stiftes Göttweigs
- 2001: Göttweig & Kremser Schmidt. Zum 200. Todesjahr des Malers Martin Johann Schmidt (1718–1801)
- 2002: Göttweiger Ansichten. Graphik – Gemälde – Kunsthandwerk. Ausstellung des Graphischen Kabinetts & der Kunstsammlungen, des Stiftsarchivs und der Stiftsbibliothek Göttweig
- 2004: Johann Schmidt (1684–1761). Des „Klosters Bildhauer“ zu Dürnstein und Göttweig
- 2010: Die Graphische Sammlung Stift Göttweig, Große Kunstführer